# جمال مجتهدی
جمال مجتهدی (زاده ۱۲۹۹ - درگذشته ۱۳۸۷) تهیه‌کننده و سینمادار اهل ایران بود.
وی در سال ۱۳۳۲ سینما شاهین را در کرج افتتاح کرد، سپس در سال ۱۳۳۴ سینما سیلوانا (ملت) را در میدان ژاله (شهدا) راه‌اندازی کرد، مجتهدی با تأسیس سازمان سینمایی چهل ستون و با همراهی فرزندانش حمید مجتهدی و مجید مجتهدی فیلم‌هایی از جمله مومیایی در ژانر وحشت در سینمای ایران ساختند.
او در سال ۱۳۸۷ در تهران درگذشت.

## تهیه‌کننده
- همکلاس (۱۳۵۶)
- رابطه جوانی (۱۳۵۵)
- هیولا (۱۳۵۵)
- پریزاد (۱۳۵۲)
- دل خودش می خواد (۱۳۵۲)
- کافر (۱۳۵۱)
- میخک سفید (۱۳۵۱)
- آسمون بی ستاره (۱۳۵۰)
- بده در راه خدا (۱۳۵۰)
- یک خوشگل و هزار مشکل (۱۳۵۰)
- زیبای جیب‌بر (۱۳۴۹)
- قصه دل‌ها (۱۳۴۸)
- جاده زرین سمرقند (۱۳۴۶)
- مومیایی (۱۳۴۵)